# 寶業集團
寶業集團股份有限公司，簡稱寶業集團股份，以及寶業集團（英語：BAOYE GROUP COMPANY LIMITED，港交所：2355），在1974年，由龐寶根（董事長及首席執行官）創立一家專門在中國內地經營建筑施工、房地产开发、住宅产业化，除此之外，還經營建筑施工、房地产开发、住宅产业化，該公司前身為「绍兴县杨汛桥人民公社修建服务队」。
總部位於中国浙江省绍兴柯桥山阴西路501号。而股份在2003年6月30日於香港交易所主板上市。招股價為1.25港元至1.98港元之間，發行股份為180,684,000股H股，集資額為約3.6億港元。

## 連結
- BaoyeGroup.com （页面存档备份，存于）